# Echinopsis werdermanniana
Echinopsis werdermanniana är en kaktusväxtart som först beskrevs av Curt Backeberg, och fick sitt nu gällande namn av H. Friedrich och Gordon Douglas Rowley. Echinopsis werdermanniana ingår i släktet Echinopsis och familjen kaktusväxter. Inga underarter finns listade i Catalogue of Life.